# Callulops robustus
Callulops robustus es una especie  de anfibios de la familia Microhylidae.

## Distribución geográfica
Se encuentra en Indonesia y  Papúa Nueva Guinea.